# Grupo Mabel
O Grupo Mabel é uma empresa brasileira de alimentos pertencente à Camil Alimentos. A empresa tem sede no município de Aparecida de Goiânia, no estado do Goiás, Brasil.

## História
A Mabel foi fundada pelos irmãos italianos Nestore e Udelio Scodro no Município de Mococa. A empresa inaugurou o primeiro parque industrial em 1962, em Ribeirão Preto. Em 1974 foi inaugurada uma fábrica em Aparecida de Goiânia e em 1976 foi inaugurada uma fábrica no Rio de Janeiro.
São propriedade do grupo as conhecidas rosquinhas Mabel.
Em 2011, a Pepsico adquiriu a Mabel por R$800 Milhões, com a intenção de reforçar o portfólio de produtos da empresa americana.
Em 2022, a Camil Alimentos adquiriu a Mabel da Pepsico por R$158 Milhões.

## Fábricas
As fábricas estão localizadas em Aparecida de Goiânia (Goiás), Três Lagoas (Mato Grosso do Sul), Duque de Caxias (Rio de Janeiro), Itaporanga d'Ajuda (Sergipe) e Araquari (Santa Catarina).